# Kauhava

Altes Wappen von Kauhava

Kauhava [ˈkɑu̯hɑvɑ] ist eine Stadt in Finnland mit 15.116 Einwohnern (Stand 31. Dezember 2022). Sie liegt in der Landschaft Südösterbotten.
Zum Jahresbeginn 2009 wurde Kauhava mit den Nachbargemeinden Alahärmä, Ylihärmä und Kortesjärvi zu einer neuen Stadt vereinigt, die ebenfalls den Namen Kauhava trägt. Dadurch hat sich die Einwohnerzahl von Kauhava mehr als verdoppelt und die Fläche nahezu verdreifacht.

## Geographische Lage
Kauhava liegt im Norden Südösterbottens, direkt am Knotenpunkt der Staatsstraße 19 und der Hauptstraße 63. Es gibt einen Bahnhof in Kauhava. Helsinki ist 400 Kilometer entfernt, Vaasa 80 Kilometer und Seinäjoki 40 Kilometer. Nachbargemeinden sind Lapua, Evijärvi, Isokyrö, Seinäjoki, Vöyri, Pedersöre, Uusikaarlepyy und Lappajärvi. Kauhava liegt am Fluss Lapuanjoki.

## Wirtschaft
Die Messermacherei hat in Kauhava eine lange Tradition. Wegen der dort hergestellten Finnenmesser kennen auch viele Finnen den Namen des Ortes Kauhava. Früher befanden sich in Kauhava fünf verschiedene Messerfabriken, doch nur eine hat bis heute überlebt.
Die Motoren der Wirtschaft in Kauhava sind die Landwirtschaft und das Agribusiness.

## Politik
Wie in den meisten ländlichen Gegenden Finnlands ist in Kauhava die Zentrumspartei die stärkste Partei. Im Gemeinderat stellt sie 21 von 43 Abgeordneten. Es folgen die beiden anderen großen Parteien des Landes: Die Nationale Sammlungspartei stellt elf, die Sozialdemokraten sechs Abgeordnete. Weiterhin im Gemeinderat vertreten sind die Christdemokraten mit drei und die rechtspopulistischen Basisfinnen mit zwei Sitzen.
| Partei                    | Wahlergebnis 2008 | Sitze |
| ------------------------- | ----------------- | ----- |
| Zentrumspartei            | 46,8 %            | 21    |
| Nationale Sammlungspartei | 25,9 %            | 11    |
| Sozialdemokraten          | 13,7 %            | 6     |
| Christdemokraten          | 6,7 %             | 3     |
| Basisfinnen               | 5,9 %             | 2     |

## Tradition und Sehenswürdigkeiten

### Sehenswürdigkeiten
Kauhava liegt in einer äußerst flachen Gegend, die von einem Aussichtsturm in Saarimaa bewundert werden kann. Es existieren zwei Museen in Kauhava: das Bauern- und Heimatmuseum Iisakin Jussin tupa sowie das Messer- und Textilmuseum, das im Sommer geöffnet ist und in dem handwerkliche Produkte ausgestellt werden. Dieses befindet sich im Bibliotheksgebäude, das zugleich ein Kulturzentrum ist. Auch die 1925 erbaute Kirche von Kauhava ist einen Besuch wert. In der Stadt gibt es außerdem den Freizeitpark PowerPark.

### Tradition
Jedes Jahr im Juni findet in Kauhava das Internationale Messerfestival statt. Dort wird die Kunst des Messermachens vorgestellt, es gibt Messerausstellungen und Messerwerfen.
Das 1945 erstmals gefeierte Mittsommerfest der Piloten ist in seiner Art einmalig in Finnland. Jedes Jahr treffen sich in Kauhava Flugzeugfans, Freunde von Pferderennen und Rallyes. Die Eröffnung des Festes findet bei Kalan Torppa statt, wo einst die finnische Jugendvereinsbewegung entstand. Danach finden erste Rallyes statt und am nächsten Tag dann auch Pferderennen. Begleitet wird das Ganze vom Fliegerfest mit Schauflügen. In Kauhava befindet sich auch die Luftwaffenakademie (Lentosotakoulu).

## Städtepartnerschaften
- Rapla, Estland
- Rygge, Norwegen
- Skærbæk Kommune, Dänemark
- Vimmerby, Schweden
- Þorlákshöfn, Island

## Söhne und Töchter
- Antti Tuuri (* 1944), Schriftsteller
- Kyösti Virrankoski (* 1944), Politiker der Zentrumspartei
- Susanna Haapoja (1966–2009), Politikerin der Zentrumspartei
- Kristiina Ilmonen (* 1966), Folkmusikerin
- Laura Pihlajamäki (* 1990), Volleyballspielerin
- Santeri Välimaa (* 2001), Volleyballspieler